# Cantó de Givors
El cantó de Givors era una divisió administrativa francesa del departament del Roine. Comptava amb 9 municipis i el cap era Givors. Va desaparèixer el 2015.

## Municipis
- Chassagny
- Échalas
- Givors
- Grigny
- Millery
- Montagny
- Saint-Andéol-le-Château
- Saint-Jean-de-Touslas
- Saint-Romain-en-Gier

| Data d'elecció                           | Identitat        | Partit | Qualitat |
| ---------------------------------------- | ---------------- | ------ | -------- |
| 1945-1985                                | Camille Vallin   | PCF    |          |
| 1985-1998                                | Jean-Claude Bahu | RPR    |          |
| 1998-2015                                | Martial Passi    | PCF    |          |
| les dades anteriors no són pas conegudes |                  |        |          |